# Robert Moog
Robert Arthur Moog (en inglés: Robert Arthur Moog; pronunciación en inglés: /ˈrɑbərt ˈɑrθər ˈmoʊɡ/) (Nueva York, 23 de mayo de 1934 - Asheville, Carolina del Norte, 21 de agosto de 2005), conocido también como Bob Moog, fue un inventor estadounidense famoso por crear, junto con otras personas, la versión práctica del sintetizador, instrumento musical electrónico con el que se puede crear una gama infinita de sonidos. 
En el número de marzo de 1974 de la revista Popular Mechanics (Mecánica Popular) se asevera que es posible crear más de siete millones de sonidos diferentes y que, para reproducirlos todos, un humano tendría que vivir 210 años.

## Biografía

### Infancia y adolescencia
Nacido en Nueva York, de pequeño estudió piano siguiendo los deseos de su madre. No obstante nunca pensó en dedicarse a la música, y prefirió seguir los pasos de su padre, George Moog, ingeniero eléctrico en la compañía Edison. El niño mostró interés por la electrónica y, desde los diez años, su afición era construir instrumentos musicales electrónicos. De hecho, a los 15 años, en 1949, vio un artículo en una revista sobre cómo construir un theremín y animado por su padre, Bob lo construyó. A partir de entonces, siempre con la experta ayuda de su padre, Bob se dedicó a construir theremines, que luego vendía. 
Años después, en 1954, estableció su propia compañía, R.A. Moog Co., para la fabricación y comercialización de theremines, que se distribuían bajo la fórmula de "hazlo tú mismo". Se mandaban las piezas junto con su manual de montaje. El precio de la unidad era de 50 dólares. Este negocio, permitió a Bob y a su padre, con el que estaba asociado, amasar una pequeña fortuna.
Aunque, durante casi diez años, Bob se dedicó exclusivamente a fabricar theremines, continuó sus estudios, al tiempo que tocaba el piano en un cuarteto de música de baile. En cuanto a su formación, Bob estudió el bachillerato en la Escuela de Ciencias del Bronx, física en el Queens College, después ingeniería eléctrica en la Universidad de Columbia y, finalmente, un doctorado en ingeniería física en la Universidad de Cornell en 1965.
Cuando tenía 20 años, conoció a Raymond Scott, un prestigioso pianista, conocido por ser el compositor de las melodías de muchos de los dibujos animados de la Warner Bros. Ambos compartían su interés por los instrumentos musicales y Scott mostró a Moog uno inventado por él, el electronio (electronium), que era capaz de generar melodías de forma aleatoria. Aquel instrumento puso a Bob tras la pista de la sintetización de sonido.

### Etapa experimental
Moog, a finales de 1963, conoció al compositor experimental Herbert Deutsch, quien, en su búsqueda por sonidos electrónicos nuevos, inspiró a Moog a crear su primer sintetizador, el Moog Modular Synthesizer (en castellano Sintetizador Modular Moog).
El Moog Modular, aunque era conocido con anterioridad por la comunidad educativa y musical, fue presentado en sociedad en el otoño de 1964, cuando Bob hizo una demostración durante la convención de la Audio Engineering Societen (en castellano Sociedad de Ingeniería de Audio) celebrada en Los Ángeles (California). En esta convención, Moog ya recibió sus primeros pedidos, y el negocio despegó.
La compañía Moog Music creció de forma espectacular durante los primeros años, haciéndose más conocida cuando Wendy Carlos edita el álbum de estudio Switched-On Bach (en castellano Conectado a Bach), en 1968, siendo éste el primer disco en intentar el empleo de sintetizadores como alternativa a la orquesta. 
Wendy Carlos había ayudado a Moog en el desarrollo de su primer sintetizador comercial (el mencionado Moog Modular), ayudó a promover esta tecnología, que era mucho más difícil de usar que hoy en día.
Gershon Kingsley, un compositor estadounidense, fue la primera persona en usar el sintetizador Moog Modular en un concierto en directo.
Kingsley grabó en 1969 el álbum de estudio Music to Moog By, un disco clásico con el sintetizador Moog, que consistía principalmente en versiones de canciones de The Beatles, Beethoven y Simon and Garfunkel. En este disco está incluido el tema original de Kingsley Popcorn (en castellano Palomitas de maíz), la primera melodía hecha con el sintetizador modular Moog en alcanzar fama comercial dentro de la música popular, sobre todo gracias a la versión que hizo Stan Free, para el grupo también estadounidense Hot Butter, en 1972, convirtiéndose en un gran éxito y siendo el primer tema de música electrónica, hecho con un sintetizador, en llegar a los primeros lugares en las listas de éxitos, de música pop, de todo el mundo. Es la versión más conocida. 
Bob diseñó y comercializó nuevos modelos, como el Minimoog, la primera versión portátil del Moog Modular, el Moog Taurus (teclado de pedales de una octava de extensión, con transposición para bajos y agudos), el PolyMoog (primer modelo 100% polifónico), el MemoryMoog (polifónico, equivalía a seis MiniMoogs en uno), el MinitMoog, el Moog Sanctuary, etc.
Moog no supo gestionar bien su empresa, y ésta pasó de tener listas de espera de nueve meses a no recibir ni un solo pedido. Agobiado por las deudas, perdió el control de la empresa, que fue adquirida por un inversionista, aunque continuó diseñando instrumentos musicales para él hasta 1977, cuando abandonó Moog Music y se mudó a un pequeño poblado en las montañas Apalaches. Sin Bob, Moog Music se fue a pique poco después.
Bob no se dio por vencido y, al año siguiente, en 1978, fundó su segunda compañía, Big Briar, especializada en la fabricación de instrumentos a medida y cajas de efectos de sonido. Compaginaba este nuevo negocio con la enseñanza. Fue contratado como profesor para la investigación musical por la Universidad de Carolina del Norte en Chapel Hill, y se trasladó a vivir, por este motivo, a la ciudad de Asheville. 
Como profesor empezó a dar conferencias en todo el mundo, siendo muy solicitado por su gran aportación a la música electrónica.
En 2002, volvió a trabajar a tiempo completo como investigador para la compañía Moog Music, marca que pudo recuperar después de una batalla legal y, en 2003, comenzó a producir una nueva versión del Minimoog llamada MiniMoog Voyager. Sin embargo, continuó teniendo problemas legales para usar la marca Moog en el Reino Unido y, por ejemplo, los theremines Etherwave Pro comercializados en el país británico no tenían el logotipo moog impreso en la carcasa del instrumento. Entre sus clientes en esta segunda etapa figuraban grupos tan emblemáticos como Pearl Jam y Maroon 5.

## Fallecimiento
Robert Moog falleció en su casa de Asheville (Carolina del Norte) de un tumor cerebral el 21 de agosto de 2005, cuatro meses después de que le fuera diagnosticado glioblastoma, un incurable tipo de cáncer, debido a la exposición continua durante su vida a la radiación emitida por equipos electrónicos. Al día siguiente, medios de alcance mundial como la BBC hicieron pública la noticia de su óbito.
Su familia ha establecido en su memoria el Fondo Conmemorativo Bob Moog, dedicado al avance de la música electrónica.

## Legado
El aporte de Moog y su sintetizador a la música es incalculable. Algunos de los muchos géneros musicales en que se utilizó su invento fueron el rock progresivo, el rock psicodélico, la new wave (en castellano nueva ola), el heavy metal, el hard rock, el glam metal, el rap, etc. También ha sido usado por algunos músicos clásicos.
Obviamente, el sintetizador es un instrumento musical electrónico imprescindible en todos los géneros y subgéneros de la música electrónica, como el synth pop, etc.
Por otra parte, sus más de 50 años dedicados a la fabricación de theremines ha valido para que ese mágico instrumento tenga actualmente un claro resurgir y más intérpretes vivos y en activo que nunca antes en la historia de la música.

## Premios
- En 2001 recibió el Premio de Música Polar de la Real Academia Sueca de Música, considerado como el Premio Nobel de la Música. Este galardón le fue entregado por el rey Carlos XVI Gustavo de Suecia, durante una ceremonia en Estocolmo, la capital del país escandinavo.
- En 2002 fue galardonado con el premio Grammy técnico por sus innovaciones técnicas y creativas.